# Baia di Saint-Paul (Riunione)
La baia di Saint-Paul, spesso soprannominata la “baia del miglior ancoraggio", è una baia nella parte occidentale dell'isola della Riunione, un dipartimento ed una regione francese d'oltremare nell'Oceano Indiano sud-occidentale. Delimitato a nord dalla foce del Rivière des Galets, che forma un promontorio chiamato Pointe de la Rivière des Galets, termina a sud-ovest con Cap la Houssaye e ospita al suo centro la città di Saint-Paul . Nel 1809 fu luogo dell'attacco a Saint-Paul da parte degli inglesi.